# Jurij Norsztejn
Jurij Borisowicz Norsztejn (ros. Юрий Борисович Норштейн, ur. 15 września 1941) – rosyjski twórca animacji filmowych. Od 1981 pracuje nad pełnometrażowym filmem Szynel, opartym na opowiadaniu Nikołaja Gogola pod tym samym tytułem.

## Życiorys
Urodził się w wiosce Andriejewka w obwodzie penzeńskim w trakcie ewakuacji jego rodziców z rodzinnej miejscowości. Dorastał na przedmieściach Moskwy. Po zakończonych studiach rozpoczął pracę w fabryce mebli. Następnie ukończył dwuletni kurs animacji i w 1961 znalazł zatrudnienie w Sojuzmultfilmie. Pierwszym filmem, przy którym pracował jako animator był Kto powiedział „miau”? z 1962.
Po kilku latach pracy przy około pięćdziesięciu filmach, Norsztejn otrzymał szansę nakręcenia autorskiej animacji. Zadebiutował jako reżyser nakręconym w 1968 filmem 25 października, pierwszy dzień. Współreżyserem filmu był Arkadij Tiurin.
W latach 70. Norsztejn wciąż pracował jako animator i reżyser, rozwijając swój styl; stawał się on coraz bardziej wyrafinowany, odchodząc od dwuwymiarowych „wycinanek” w kierunku plastycznie wysublimowanych obrazów. Opracował specjalną technikę, nadającą jego animacjom pozory trójwymiarowości: przy użyciu wielu szklanych tafli ułożonych jedna nad drugą (co 25–30 cm) i przemieszczanych względem siebie w poziomie i względem kamery – w pionie.
Zdobył wiele nagród w kraju i za granicą. Największą sławę uzyskał jego film Jeżyk we mgle z 1975, uznany w 2003 za najlepszy film animowany wszech czasów. W 1989 wspólnie ze scenarzystą Siergiejem Kozłowem wydał tę opowieść w formie książki z własnymi ilustracjami.
W tym właśnie czasie został wyrzucony z pracy w Sojuzmultfilmie za zbyt powolną pracę przy dziele swojego życia, adaptacji Szynela Nikołaja Gogola. Przez dwa lata pracy nad filmem ukończył dziesięć minut filmu.
Odrzuca użycie techniki komputerowej w swoich animacjach. Przez wiele lat pracował w trzyosobowym zespole z żoną, Franczeską Jarbusową, i kamerzystą Aleksandrem Żukowskim. W kwietniu 1993 Norsztejn i trzech innych twórców animacji (Fiodor Chitruk, Andriej Chrżanowski i Eduard Nazarow) założył Szkołę i Studio Animacji (SHAR Studio).
Obecnie wciąż pracuje nad Szynelem. Perfekcjonizm reżysera przysporzył mu przydomek „złotego ślimaka”. Projekt napotkał liczne finansowe trudności i opóźnienia, krótkie jego fragmenty w niskiej jakości były udostępnione w Internecie, a pierwsze 20 minut filmu pokazywano na poświęconych Norsztejnowi wystawach w rosyjskich muzeach. Całość filmu ma trwać około 65 minut.
W 2005 Norsztejn opublikował zbiór swoich odczytów o sztuce animacji zatytułowany Śnieg na trawie. W tym samym roku został zaproszony jako „gościnny animator” do pracy nad pełnometrażową japońską animacją lalkową Shisha no sho (reż. Kihachirō Kawamoto). Jego twórczość wysoko ceni znany japoński reżyser animacji, Isao Takahata.

## Filmografia

### Reżyser
- 1968: 25-e: Pierwyj dien’ (25-е - первый день)
- 1969: Pory roku (Времена года; Wremiena goda)
- 1971: Bitwa nad Kierżeńcem (Сеча при Керженце; Siecza pri Kierżence)
- 1973: Lisica i zając (Лиса и заяц; Lisa i zajac)
- 1974: Czapla i żuraw (Цапля и журавль; Czapla i żurawl')
- 1975: Jeżyk we mgle (Ёжик в тумане; Jożyk w tumanie)
- 1979: Bajka bajek (Сказка сказок; Skazka skazok)

### Animator
- 1963: Mister Twister (Мистер Твистер)
- 1965: Wakacje Bonifacego (Каникулы Бонифация)
- 1967: Rękawica (Варежка)
- 1969: Bajka o bułeczce (Сказка про Колобок)
- 1969: Parasol babuni (Бабушкин зонтик)
- 1972: Noworoczna bajka (Новогодняя сказка)

## Nagrody i odznaczenia
- 1996: Ludowy Artysta Federacji Rosyjskiej[7]
- 2005: 45. Krakowski Festiwal Filmowy – laureat Smoka Smoków[8][9][10]